# نبتة الناعورة
نبات الناعورة (بالإنجليزية: Aldrovanda vesiculosa)‏، هو جنس من النباتات التي تتحمل الجفاف السنوية والدائمة من عائلة دوار الشمس، وموطن معظم نبات الناعورة هو أميركا الشمالية والجنوبية.
وهي من الأنواع الوحيدة الموجودة في جنس نبات الإزهار Aldrovanda من عائلة Droseraceae. يلتقط النبات اللافقاريات المائية الصغيرة باستخدام مصائد مماثلة لتلك الموجودة في . يتم ترتيب الفخاخ في لفائف حول جذع مركزي حر عائم، مما أدى إلى ظهور اسمها الشائع (نبتة الناعورة). وهي واحد من الأنواع النباتية القليلة القادرة على الحركة السريعة. في حين أن جنس Aldrovanda هو أحادي النمط، فإن ما يصل إلى 19 نوعًا منقرضًا معروفة في السجل الأحفوري. بينما تُظهر الأنواع درجة من اللدونة المورفولوجية بين العشائر، تمتلك النبتة تنوعًا جينيًا منخفضًا جدًا عبر نطاقها الكامل.